# Komorniki (Legnica)
Pour les articles homonymes, voir Komorniki.
Komorniki est une localité polonaise de la gmina de Ruja, située dans le powiat de Legnica en voïvodie de Basse-Silésie.